# Barkerend
Barkerend – wieś w Anglii, w hrabstwie West Yorkshire. Leży 13 km na zachód od miasta Leeds i 277 km na północny zachód od Londynu.